# 歐里亞斯
歐里亞斯（英語：Orias），是所羅門七十二柱魔神中排第59位的魔神。形象是右手握着两条大蛇的尾巴，并骑着马的狮子。能够赐与人类地位与阶级。喜欢帮助人，不论是敌人还是朋友。